# Cristiano (religione)
(Atti degli Apostoli 11, 26)

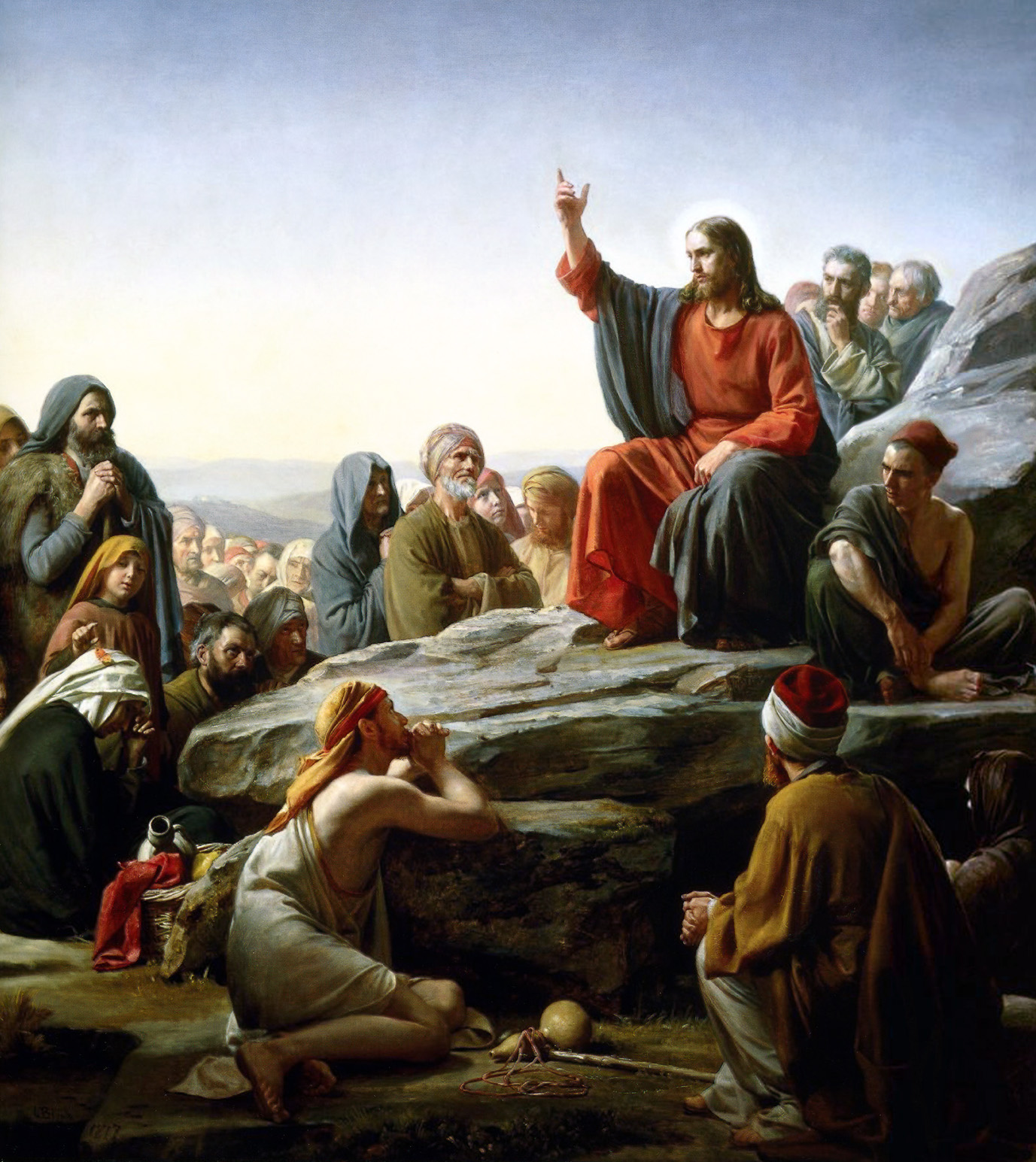
Il discorso della Montagna, dipinto di Carl Heinrich Bloch.

Un cristiano è un seguace e discepolo di Cristo. È cristiano chiunque sia stato battezzato nel nome del Padre, del Figlio, e dello Spirito Santo. Il cristiano crede che Gesù Cristo sia il figlio di Dio, e il Messia, crocifisso e risorto dopo tre giorni. Dal latino christianus, mutuato dal greco χριστιανός, khristianós derivato di Χριστὀς, Khristós. Stessa formazione linguistica di ἡρωδιανός, hērōdianós, termine tecnico per i «seguaci di Erode» (Marco 3,6).
In generale, il cristiano è colui che segue gli insegnamenti di Gesù Cristo, che lo considera Figlio di Dio, che santifica il Nome di Dio e compie la sua volontà, che principalmente è svolgere l'azione di predicazione della buona notizia del regno di Dio come fece d'esempio Gesù, e che comandò ai suoi discepoli. Il Cristianesimo si divide in molti rami, differenziandosi per dogmi, culti, credenze e traduzioni della Bibbia.

## Uso biblico del termine

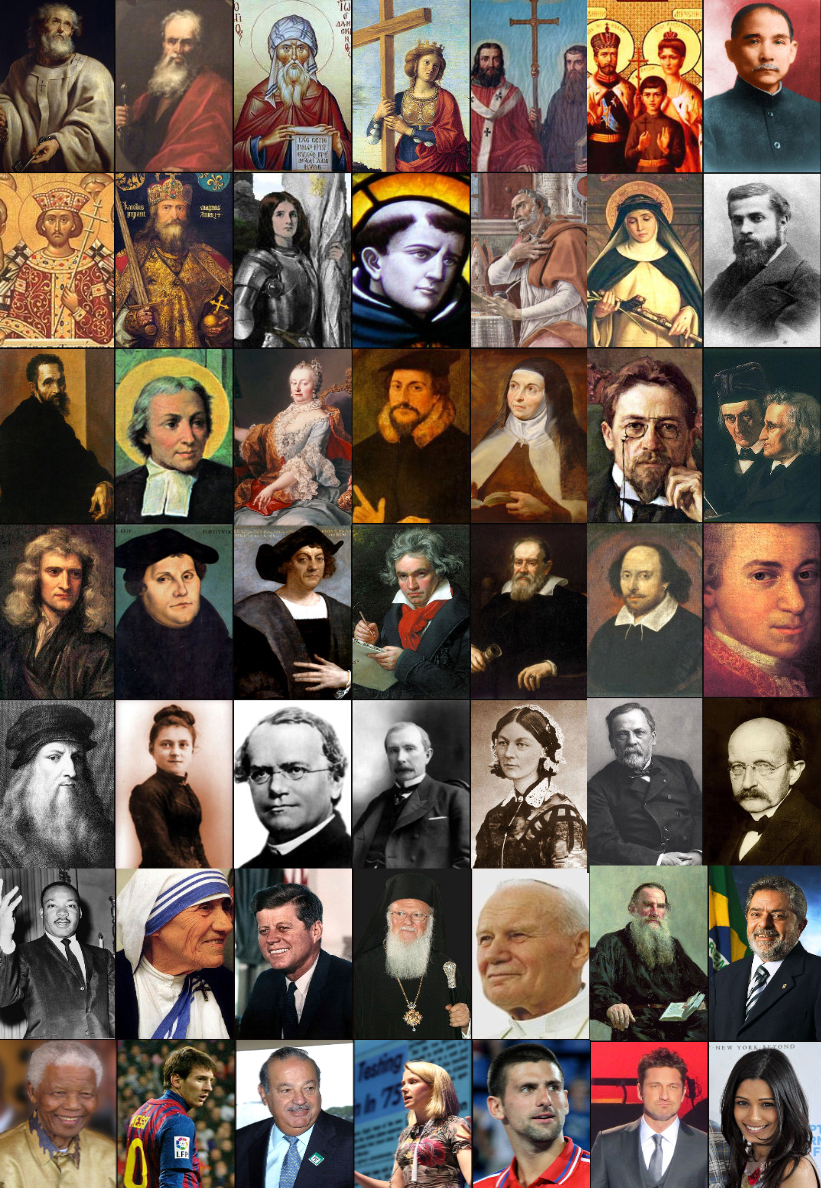
Collage di foto di 49 famosi cristiani: San Pietro, l'Apostolo Paolo, Giovanni Damasceno, Sant'Elena, Santi Cirillo e Metodio, i Romanov, Sun Yat-sen, Costantino il Grande, Carlo Magno, Giovanna d'Arco, Tommaso d'Aquino, Agostino d'Ippona, Caterina da Siena, Antoni Gaudí, Michelangelo, Giovanni Battista de La Salle, Maria Teresa d'Austria, Giovanni Calvino, Teresa d'Avila, Anton Čechov, Fratelli Grimm, Isaac Newton, Martin Lutero, Cristoforo Colombo, Ludwig van Beethoven, Galileo Galilei, William Shakespeare, Wolfgang Amadeus Mozart, Leonardo da Vinci, Teresa di Lisieux, Gregor Mendel, John D. Rockefeller, Florence Nightingale, Louis Pasteur, Max Planck, Martin Luther King, Madre Teresa di Calcutta, John F. Kennedy, Patriarca Bartolomeo I di Costantinopoli, Papa Giovanni Paolo II, Lev Tolstoj, Luiz Inácio Lula da Silva, Nelson Mandela, Lionel Messi, Carlos Slim Helú, Marissa Mayer, Novak Đoković, Gerard Butler, Freida Pinto.

Gli Atti degli Apostoli affermano (11,26) che ad Antiochia i discepoli di Gesù per la prima volta furono chiamati cristiani. La desinenza latina della parola di radice greca significa «essere dalla parte di» e, quindi, i «cristiani» erano dalla parte di Gesù. Il significato di questo nome, messo in evidenza, nel testo greco, dall'ordine delle parole, sta nel fatto che le persone riconoscevano i cristiani come un gruppo separato e distinto. La chiesa si stava sempre più separando dal giudaismo.
Sempre gli Atti degli Apostoli, narrano che nell'anno 58 il re Erode Agrippa II, dopo aver ascoltato l'apostolo Paolo gli disse: Per poco non mi convinci a farmi cristiano (26,28).
La parola "cristiano" viene menzionata nella bibbia una terza e ultima volta nella prima lettera di Pietro: Ma se uno soffre come cristiano, non ne arrossisca; glorifichi anzi Dio per questo nome (4,16). Deduciamo che in questo contesto storico il termine connotava un epiteto più ingiurioso che onorifico; così pare che lo usi il re Erode. È chiaro che in questo caso, come in tanti altri in cui l'appellativo ha avuto la stessa origine, si tratta di un titolo che è diventato ben presto onorifico per coloro che lo portavano.

### Nuova Alleanza
I cristiani venerano l'Antico Testamento come vera Parola di Dio, scritto soprattutto per preparare l'avvento di Cristo, ma affermano che il Nuovo Testamento, il cui oggetto centrale è Gesù Cristo, consegna la verità definitiva della Rivelazione divina. Per il cristiano, l'Antico Testamento prepara il Nuovo e il Nuovo dà compimento all'Antico.
Seppure lo stesso Cristo, nel racconto degli evangelisti, affermò di non essere venuto ad abolire le Sacre Scritture (Mt 5,17), il cristiano "non è più sotto la Legge di Mosè", poiché essa appartiene al canone dell'Antica Alleanza, il patto che, secondo l'antica scrittura, Dio stipulò con Adamo e rinnovò con Noè, Abramo e Mosè. Il cristiano è invece vincolato dalla Nuova Alleanza, profetizzata da Geremia ed Ezechiele, e stabilita dallo stesso Cristo.
(Geremia 31,31)
(Luca 22,20)
(Eb 8,13)
La Nuova Alleanza prende vita sul Calvario con il sacrificio di Cristo e la sua risurrezione, ed è accompagnata da nuove esigenze morali che devono fare del cristiano un candidato alla santità, come definito dallo stesso Cristo, in special modo nel Discorso della Montagna.
Il cuore della Nuova Alleanza è infatti l'amore ed il perdono, sia di Dio per gli uomini (poiché io perdonerò la loro iniquità e non mi ricorderò più del loro peccato Gr 31,34) che fra gli stessi uomini (ama il prossimo tuo come te stesso Mt19,19, rimetti a noi i nostri debiti come noi li rimettiamo ai nostri debitori Mt 6,12). Ciò viene espresso chiaramente nel racconto che riguarda Maria Maddalena:
(Luca 7,36-50)
La Nuova Alleanza sigillata da Gesù chiama il cristiano ad una "perfezione" distinta da quella del mondo giudaico dell'Alleanza Antica, che consisteva nell'osservare integralmente la Legge. Gesù, nel rivelare il senso salvifico della sofferenza dell'innocente come testimonianza d'amore, nega questo "atteggiamento di passività" ed invita ad una perfezione accessibile a tutti: l'assomiglianza al Padre, che ama in modo gratuito ed incondizionato ogni uomo:
(Matteo 5,43-45)
L'amore per il prossimo, "il più importante dei comandamenti" (Giac 2,8, Ga 5,14), dev'essere dunque esteso dal cristiano a tutti gli uomini, poiché tutti uniti da vincolo fraterno.
Gesù, legislatore divino, cita la Scrittura e la illumina di luce nuova, contrapponendo un amore attivo al "non fare" della tradizione vigente.
Alla antica interpretazione di un amore passivo, spontaneo verso i cari ed assente nei confronti dei nemici, Gesù contrappone l'amore attivo "cristiano" del dono di sé, di cui Egli è testimone fedele:
(Matteo 7,12)
(Giovanni 13,34-35)
Gesù illumina allo stesso modo la santificazione del giorno di riposo, esempio fondamentale dell'obbedienza filiale: riprendendo i farisei che proibivano persino di trasportare il proprio giaciglio (Gv 5,10) e di curare i malati (Mt 12,10), Gesù rivela che il comandamento del settimo giorno (Deut 5,14-15) richiede l'azione attiva dell'uomo per servire Dio (Mt 12,5, Gv 7,22-24) e per aiutare il prossimo (Lc 13,15-16, 14,3-4), concludendo:
(Marco 2,27)
Gesù insegna dunque che la Nuova Alleanza chiama il cristiano ad una partecipazione "piena, consapevole, ed attiva" che giunga al dono di sé, insegnamento presente nell'insieme della sua predicazione, ma in particolare:
- nel primo miracolo, la tramutazione dell'acqua in vino, che prefigura l'Eucaristia[35]:

(Gv 2,5)
- nell'Ultima Cena, che istituisce l'Eucaristia[37]:

(Lc 22,19)
Infine, in Cristo il perdono (dal latino, "fare atto di donazione per eccellenza") si rivela vero dono di sé: nel rivolgersi per l'ultima volta al Padre dalla Croce, Gesù perdona (Lc 23,34) e si dona (Lc 23,46).

## Analisi storica
Fino a prima dell'episodio di Antiochia, i seguaci di Gesù si chiamavano, tra loro, «i discepoli» (6,2), «i fratelli» (11,1), «i credenti» (2,44), «i santi» (9,32), «i salvati» (2,47). Neppure i giudei avrebbero mai dato questo nome ai discepoli di Gesù: Cristo è la traduzione greca dell'ebraico Messia, quindi i cristiani sarebbero stati i «seguaci del Messia», un nome che i giudei avrebbero potuto riservare a sé stessi, a patto di avere riconosciuto un Messia da seguire; infatti loro usavano i termini «i Galilei» (2,7) o «i Nazareni» (24,5). Quindi, l'origine del nome deve essere pagana. Difatti la forma si direbbe latina: i Pompeiani, i Sullani, e simili. Certa è l'invenzione da parte degli abitanti pagani di Antiochia di Siria; molto probabilmente con l'intenzione di scherno, se si vuole accentuare il fatto dell'imperatore Flavio Claudio Giuliano, 331+363, il quale dice (Nisopog., pg. 344) che gli antiocheni erano satirici, mordaci, e famosi per inventare dei nomignoli e dar la baia o beffa a chi prendevano di mira.
Lo scrittore romano Svetonio, che nel 120 d.C. compilò una serie di biografie dei primi imperatori romani, scrive nella Vita di Claudio che:
Cresto, nome comune fra gli schiavi, era una deformazione del nome di Cristo. Si riferisce al tumulto avvenuto nel 49 d.C. fraintendendo dai verbali della polizia per «Cresto» come capo della agitazioni. Ancora Svetonio, in Vita di Nerone, parlando dell'incendio di Roma del 64 d.C. afferma:
Un resoconto più dettagliato offre lo storico Tacito, nei suoi Annali, scritti nel 115-117 d.C., addossando la responsabilità dell'incedio ai «crestiani»:
La funesta superstizione a cui i cristiani sono dediti è la risurrezione di Cristo.
Intorno al 112 d.C. Plinio il Giovane, governatore romano della Bitinia, chiede istruzioni all'imperatore Traiano in merito ai cristiani accusati di vari reati, i quali, in base ai suoi accertamenti, rifiutano di tributare all'imperatore l'onore del culto, altro non facendo che

## Condizione
Tra i cristiani non vi è nessuna distinzione di razza (Galati 3,28), e viene loro insegnato a portare l'evangelo a tutti, e che Gesù è ricco verso tutti quelli che lo invocano, secondo quanto dice Romani 10,9-17.
Nei Paesi con una tradizione consistente di adesione al Cristianesimo, come in Italia, e più accentuatamente nell'Italia del Sud, la parola cristiano viene usata per antonomasia come equivalente di uomo, creatura umana, essere umano, perché popolarmente non si concepisce che un uomo possa essere altro che cristiano. Sicché talvolta si dice, con curioso pastiche: "Aiutate quel povero cristiano di maomettano" (!), e quando c'erano le leggi razziali tanta gente mostrava compassione dicendo: "Quei poveri ebrei, sono cristiani pure loro", o qualche cosa di simile.
Un'eco esplicita è nel noto libro di Carlo Levi: "Cristo si è fermato a Eboli", nel senso che i contadini poveri lucani, più a sud di Eboli, commentavano amaramente di non essere nemmeno più uomini, e quindi non cristiani.